# Спортивна гімнастика на літніх Олімпійських іграх 2000 — перекладина (чоловіки)
Фінал змагань у вправах на перекладині в рамках турніру зі спортивної гімнастики на літніх Олімпійських іграх 2000 року відбувся 25 вересня 2000 року.

## Призери
| Золото                | Срібло                     | Бронза                       |
| Олексій Нємов · Росія | Бенжамен Варонян · Франція | Лі Джу Хйон · Південна Корея |

## Фінал
| Місце | Гімнаст                  | Результат |
| ----- | ------------------------ | --------- |
|       | Олексій Нємов (RUS)      | 9.787     |
|       | Бенжамен Варонян (FRA)   | 9.787     |
|       | Лі Джу Хйон (KOR)        | 9.775     |
| 4     | Олексій Бондаренко (RUS) | 9.762     |
| 5     | Олександр Береш (UKR)    | 9.750     |
| 6     | Іліа Горгадзе (GEO)      | 9.625     |
| 7     | Дітер Рем (SUI)          | 8.925     |
| 8     | Цукахара Наоя (JPN)      | 8.825     |